# Llocnou d'en Fenollet
Llocnou d'en Fenollet (em valenciano e oficialmente) ou Lugar Nuevo de Fenollet (em castelhano) é um município da Espanha, na província de Valência, Comunidade Valenciana. Tem 1,53 km² de área e em 2021 tinha 912 habitantes (densidade: 596,1 hab./km²). Pertence à comarca de La Costera e limita com os municípios de Xàtiva, Barxeta e Genovés.